# Bothros (Byzanz)
Ein Bothros (mittelgriechisch βόθρος, wörtlich „Grube“, Plural Bothroi) war im byzantinischen Konstantinopel ein Beamter, der für den Verkauf von Tieren zuständig war.
Der Name kommt von der Tätigkeit, die toten Tieren in Gruben (Bothroi) zu entsorgen. Der Begriff wird einzig im Eparchenbuch erwähnt. Die Bothroi arbeiteten am Forum Amastrianum in Konstantinopel, wo sich der Pferde- und Tiermarkt befand. Ihre Aufgabe war es, die zum Verkauf anstehenden Tiere gesundheitlich zu untersuchen, dafür erhielten sie als Bezahlung ein Keration pro Tier. Nach Schließung des Marktes erwarben sie die übriggebliebenen Tiere. 